# Z頻道

Z頻道片頭

Z頻道是台灣的有線電視頻道，營運商是全日通娛樂傳播，成立於1990年代，開播於1996年元旦。Z頻道以播放日本職業摔角著稱，至今仍有相當的收視群眾；顯見台灣自1971年以來，日本職業摔角受支持度依舊不減。
Z頻道節目編排以日本職業摔角為主，其他則為日本時代劇（大部分是《暴坊將軍》或《水戶黃門》）、釣魚及高爾夫球PGA巡迴賽賽事節目（2009年12月30日以後開播）。少有一般中短篇(單則長度5分鐘以下)商業電視廣告，也是Z頻道長年特色所在。Z頻道亦曾在2000年代前半段代理播放過美國職業摔角（WWF）。在1990年代也曾播放東京電視台深夜節目《東京情色派》。
2019年6月1日啟用高畫質版本「Z頻道HD」。

## 外部連結
- 全日通Z頻道 （页面存档备份，存于）
- Z頻道 娛樂新視界的Facebook專頁